# قیفک بئاتریکس
قیفک بئاتریکس (نام علمی: Conus beatrix) نام یک گونه از سرده قیفک‌ها است.